# Paisley and Renfrewshire North (circonscription du Parlement britannique)
Paisley and Renfrewshire North est une circonscription électorale britannique située en Écosse.